# Silver Apples
Silver Apples fou un duo de Nova York de música electrònica i psicodèlica. Fou un dels primers grups de música de la història en introduir la música electrònica en cançons d'àmbit del Rock de temàtica de l'estil musical d'aquells temps. És per això que varen fer un avanç significatiu en la música encara que eren molt obscurs i poc coneguts.

## Estil
Silver Apples van combinar la música electrònica (també anomenada "Acid House") amb el Rock psicodèlic d'aquells anys. No només això, sinó que també van combinar en alguns temes el Bluegrass i càntics rústics procedents de tribus de la India americana. Amb el so del Banjo, Simeon, un dels fundadors de Silver Apples, avança una vegada més en la música. El Bluegrass era molt típic als Estats Units. S'ha de tenir en compte les lletres de les cançons de Silver Apples, ja que, encara que tinguin temàtica del Rock, són massa misteriques i psicodèliques.

## Membres
- Simeon - Veu, oscil·lacions, teclats, banjo i líder
- Danny Taylor † - Batería i percussió

### Antic membre
- Xian Hawkins

## Discografia
- Silver Apples (1968, Kapp Records) U.S. No. 193
- Contact (1969, Kapp)
- Beacon (1998, Whirlybird)
- The Garden (1998, Whirlybird)
- Decatur (1998, Whirlybird)
- Clinging To A Dream (2016, ChickenCoop Recordings)